# Rasmus Adrian
Rasmus Adrian (født 1971) er uddannet fra Københavns Universitet i musikvidenskab, og fra Det Kgl. Danske Musikkonservatorium i klassisk guitar. Han har desuden en musikmagistergrad i Arts Management fra Sibelius Akademiet i Helsingfors og er Master of Public Administration fra Copenhagen Business School.   
Rasmus Adrian har arbejdet som leder og producent i musik- og teaterlivet, bl.a. som musikproducent på Det Kgl. Bibliotek, som administrativ leder for barokorkestret Concerto Copenhagen, som forretningsfører for Teater Kaleidoskop og som administrativ leder for  Hotel Pro Forma. Han har gennem en årrække undervist på bl.a. Copenhagen Business School, Københavns Universitet og Statens Teaterskole i ledelse, markedsføring og administration af kunstinstitutioner. Rasmus Adrian var i perioden 2009-2012 administrativ leder og teaterdirektør for teatret Republique i København, og i 2013-2015 musikchef for Sønderjyllands Symfoniorkester. I perioden 2011-2018 var han været medlem af og formand for bestyrelsen for egnsteatret Cantabile 2 i Vordingborg.   
I 2018 etablerede Rasmus Adrian eget produktionsselskab, norobo , der arbejder med internationale projekter indenfor musik- og scenekunst.  